# Мирко Комненовић
Мирко (Марков) Комненовић  (Херцег Нови, 21. новембар 1870 — Херцег Нови, 28. март 1941) је био српски политичар.

## Биографија
Његов отац Марко био је трговац. Уписао је Српску поморску школу у Србини код Херцег Новог а затим трговачку академију у Марибору 1887. Дипломирао је школу модерних језика у Швајцарској. Био је члан „Српске Зоре“, сарадник „Привредника“, оснивач „Српске кредитне задруге“ у Херцег Новом, потпредсједник „Савеза српских привредних задруга на Приморју“. Мирко има највеће заслуге за подизање модерног хотела „Бока“ и ботаничког парка око хотела. Још прије рата одржавао је везе са војним и политичким врхом Краљевине Србије. Оснивач је Српског Сокола у Херцег Новом 1910. и први старјешина „Српске соколске жупе на Приморју“. Члан је главног одбора „Уједињеног српског соколства“. Кад је српска војска у Првом балканском рату избила на Јадранско море, Мирко је успио да успостави контакт 12. марта у Сан Ђовани ди Медуа и преда команданту луке, мајору Селимиру Остојићу, драгоцјени извјештај војне природе. Наиме брод друштва „Козулић“ који се налазио у Котору превозио је пушке за Албанију. Захваљујући овим подацима српска војска је пресрела брод и заплијенила пушке.

## Делегат Владе Краљевине Србије у Русији 1915-1919.
На почетку Првог свјетског рата затворен је на острву Мамула. Услијед тешких услова у затвору, затвореници обољевају и Мирку је одобрен одлазак у болницу у Дубровник. Аустријске власти га интернирају као таоца у Трст. У Трсту се Мирко повезао са нашим људима и успио да пребјегне у Италију. Отишао је у Србију и јавио се као добровољац предсједнику владе Николи Пашићу. Пашић га као делегата владе Србије шаље у Русију да сакупља добровољце међу заробљеницима-јужним Словенима. У логору Дарница код Кијева Мирко почиње свој рад. Окупља и Чехословаке а успијева организовати и 3.000 Француза из Алзаса. Мирко успијева организовати око 30.000 добровољаца за вријеме свог боравка у Русији. У мају 1918. године одлази у Москву, проналази предсједника владе Керенског и успијева да га пребаци у Мурманск, гдје га предаје команданту француске флоте. У априлу 1919. године Мирко поново одлази у Русију у тајну мисију. Један од задатака је да сазна истину о страдању породице Романов.

## Политички рад у Краљевини Југославији
На листи Николе Пашића и Љубе Јовановића побјеђује на изборима за скупштину 1923. и 1925. године у Боки Которској. Године 1930. постављен је за општинског начелника Херцег Новог. На мјесту начелника остаје до 1935. године када побјеђује на изборима за скупштину на листи предсједника владе Јевтића.
У новој влади Мирко је министар физичког васпитања народа и заступник министра социјалне политике и народног здравља. Мирко Комненовић и његова супруга Олга су оставили велику задужбину свом граду. У њиховој кући се данас налази Музеј града Херцег Новог. Умро је 28. марта 1941. године. Кад су Италијани ушли у Херцег Нови 17. априла 1941. наредили су да се Мирков гроб отвори да би се увјерили да је стварно мртав.

## Тестамент
Породичну кућу је тестаментом наменио за Завичајни музеј уз додатну напомену: Српски барјак који се налази у реченој мојој стојној кући, нека свакако у њој остане на вечита времена и то као и сада на видном месту.

## Одликовања
- Орден Белог орла са мачевима IV степена[2]
- Руски орден Светог Владимира IV степена[2]
- Руски орден Светог Станислава V степена[2]
- Руски орден Свете Ане II степена[2]
- Орден Светог Саве  степена[2]
- Орден Светог Саве  степена[2]
- Орден Светог Саве  степена[2]
- Чешки Официрски револуционарни крст[2]
- Југословенска круна IV степена[2]
- Национални орден Легије части, Француска[2]